# يان غورهام
يان غورهام (بالإنجليزية: Ian Gorham)‏ هو محاسب وكبير الإداريين التنفيذيين ورائد أعمال بريطاني، ولد في 30 نوفمبر 1971.